# ژرژ دو کون
ژرژ دو کون (فرانسوی: Georges de Caunes‎؛ ۲۶ آوریل ۱۹۱۹ – ۲۸ ژوئن ۲۰۰۴) روزنامه‌نگار، گوینده اخبار، مجری رادیو و بازیگر اهل فرانسه بود.
فرانسوا میتران رئیس‌جمهور پیشین فرانسه بابت مشارکت هنری‌اش به او نشان‌های لژیون دونور و شوالیهٔ ملی لیاقت اهدا نمود.